# Аверара
Авера́ра (итал. Averara) — коммуна в Италии, располагается в регионе Ломбардия, в провинции Бергамо.
Население составляет 197 человек (2008 г.), плотность населения составляет 19 чел./км². Занимает площадь 11 км². Почтовый индекс — 24010. Телефонный код — 0345.
Покровителями коммуны почитаются святой апостол Иаков Старший и святой Пантелеймон, празднование 25 июля.

## Демография
Динамика населения:

## Администрация коммуны
- Официальный сайт: https://www.comune.averara.bg.it/